# Іван Максентій
Іва́н Максе́нтій (Joannes Maxentius) — християнський богослов та релігійний діяч, був візаннтійський лідером групи скіфських ченців, тоді християнської меншини на теренах Скіфії. Відстояв Богослов'я Вселенської Церкви у боротьбі з ересями Константинопольської церкви і навіть уточнив теологічні погляди Папи Гормізда.

## Біографія
Боровся з єресями за часів імператора Юстина I (518—527). Став відомий в історичних джерелах Константинополя в 519—520 рр. Скіфські монахи опрацювали формулу: «Один із Трійці постраждав у плоті», щоб виключити несторіанство та монофізитство. Виступаючи за правильність понять християнства зіткнулись з різкою опозицією з боку імперської влади Візантії та Константинопольського патріарха. Іван Максентій звернувся до папського легата в Константинополі.
Коли не отримали відповіді від Папи, деякі з ченців (не Максенцій) виїхали до Риму, щоб особисто зустрітися з Папою Гормаздом. Також за підтримкою в справі боротьби з єресями, вони звернулися до єпископів Африки та Fulgentius of Cartagena, які підтримали їх. На початку серпня 520 р. скіфські монахи покинули Рим.
Існують припущення, Максетій був «архімандритом Іваном», якому африканські єпископи посилали своє послання «Epistula synodica».

## Праці
Максентій є автором праць
- Двох діалогів проти несторіан
- Дванадцять анатем проти несторіан
- Трактат проти акефалів (монофізитів).
- «Professio de Christo» — була надрукована як окрема праця, але є частиною «Epistola ad legatos sedis apostolicae».

Його твори, спочатку написані латинською мовою, збереглися в досить незадовільному стані.